# Einst ein Held
Einst ein Held (Originaltitel: Tunes of Glory) ist ein britisches Filmdrama des Regisseurs Ronald Neame aus dem Jahr 1960 nach dem gleichnamigen Roman von James Kennaway.

## Handlung
Major Jock Sinclair, der nach dem Zweiten Weltkrieg als diensttuender Lieutenant Colonel ein schottisches Bataillon führt, gibt seinen Offizieren bekannt, dass dies sein letzter Tag als kommandierender Offizier sei, bevor Lieutenant Colonel Barrow zur Übernahme des Kommandos eintreffe. Obwohl Sinclair das Bataillon im Krieg, nachdem der Kommandeur gefallen war, übernommen und erfolgreich geführt hat, soll der Dienstposten nun wieder regulär besetzt werden. Sinclair selbst wird die Aufgabe des stellvertretenden Bataillonskommandeurs übernehmen. Unerwartet trifft Barrow noch am selben Abend ein und erlebt dabei, wie die Offiziere Sinclairs Abschied ausgelassen feiern. Sinclair und Barrow tauschen sich kurz über ihre militärische Laufbahn aus: Während Sinclair aus dem Unteroffiziersstand kommend eine Karriere als Truppenoffizier gemacht hat und im Krieg vielfach ausgezeichnet worden ist, entstammt Barrow einer alten Offiziersfamilie, zählt den Gründer des Bataillons zu seinen Vorfahren und ist Ausbilder an der Militärakademie Sandhurst gewesen. Als Sinclair erzählt, dass er einmal wegen Trunkenheit in Arrest gewesen ist, macht Barrow vorsichtige Andeutungen zu seiner Kriegsgefangenschaft in einem japanischen Lager. 
Die Charaktere der beiden Offiziere sind grundverschieden: Sinclair gibt sich jovial und grob, ist aber bei den meisten Offizieren beliebt. Barrow ist in Verhalten und Ausdrucksweise ausgesprochen korrekt, was auf seine Untergebenen befremdend wirkt, zumal er auch keinen Alkohol konsumiert. Sinclair lässt von Anfang an keinen Zweifel daran, dass er sich gegenüber Barrow zurückgestuft fühlt und diesen für einen Schreibtischsoldaten hält. Er ahnt nicht, dass Barrow große psychische Probleme hat, nachdem dieser in japanischer Gefangenschaft gefoltert worden war, und versucht, „sein“ Bataillon indirekt unter Kontrolle zu behalten. Sinclairs Tochter Morag verbindet währenddessen eine vor dem Vater verheimlichte Liebe mit Corporal Fraser, einem der Dudelsackpfeifer des Bataillons.
Barrow besichtigt in den nächsten Wochen intensiv die Truppe, beschäftigt sich mit Formalien und erlässt Anordnungen, die die Disziplin der Truppe wieder stärken sollen, was Sinclair während seines Kommandos vernachlässigt hat. Einer der Befehle des neuen Kommandeurs lautet, dass sich die Offiziere des Unterrichts im „Highland dancing“ zu unterziehen haben, damit diese wieder disziplinierter und gesellschaftsfähiger tanzen als bisher. Dies alles verursacht zunehmend offene Unzufriedenheit im Offizierskorps, insbesondere bei Sinclair. Bei einer Cocktail-Party, zu der zivile Gäste eingeladen sind, tanzen Sinclair und die anderen Offiziere schließlich wieder in ihrem althergebrachten groben Stil. Barrow wird wütend, da er seine Autorität untergraben sieht, verliert die Kontrolle, wird laut und erklärt die Party für beendet. Als er nach diesem Eklat wieder zur Besinnung kommt, vertraut er Captain Cairns, dem Adjutanten, seine Erlebnisse in der Kriegsgefangenschaft (insbesondere die Folter durch Waterboarding) und seine gescheiterte Lebensplanung an.
Als Sinclair in einem Lokal seine Tochter zusammen mit Corporal Fraser entdeckt, stellt er sie zur Rede. Im Affekt versetzt er Fraser einen Schlag ins Gesicht. Da dies ein schweres Vergehen eines Offiziers darstellt, drohen die Spannungen zu eskalieren: Barrow ist zunächst unschlüssig, wie er mit dem Vorfall umgehen soll, will dann aber einen Bericht für die übergeordnete Brigade erstellen. Die Folge wäre eine Anklage gegen Sinclair vor dem Militärgericht und das sichere Ende seiner Karriere. Da Barrow in seinem Bataillon sowohl bei Offizieren als auch Unteroffizieren Unverständnis für eine offizielle Untersuchung spürt und die Offiziere sich demonstrativ zu Sinclair bekennen, entschließt er sich widerwillig, ihn aufzusuchen, um die Sache womöglich doch innerhalb des Bataillons zu klären. Im Verlauf des Gesprächs erkennt Sinclair bald eine Schwachstelle in Barrows Charakter, nämlich seinen soldatischen Idealismus, und suggeriert ihm, dass bei Einleitung eines Verfahrens in Wirklichkeit allein der Ruf des Bataillons öffentlich Schaden nähme. Er beschwört Barrow, den Vorfall nicht zu melden und ihm eine Chance zu geben. Im Gegenzug versichert er ihn seiner künftigen Unterstützung. Barrow geht darauf ein, wenn auch mit erkennbarem Zweifel. 
Kurz darauf findet in der Offiziersmesse ein feuchtfröhlicher Abend wie in früheren Zeiten statt: Sinclair ist Mittelpunkt und Wortführer und versammelt die meisten Offiziere um sich, während Barrow passiv am anderen Ende des Tisches sitzt. Als er unverhohlen von der Teilnahme am Gespräch ausgeschlossen wird, begibt er sich ins Billardzimmer. Im Gespräch mit Major Scott, der ihm zur offiziellen Untersuchung geraten hat, wird ihm klar, dass es im Bewusstsein der Offiziere letztlich Sinclair war, der „entschieden“ hat, dass es keinen Bericht geben wird. In der erschütternden Erkenntnis, keinerlei Autorität mehr zu besitzen, zieht sich Barrow zurück und begeht Selbstmord.
Wenige Tage später informiert Sinclair, nunmehr wieder Bataillonskommandeur, die Offiziere anlässlich einer Besprechung offiziell über den Tod Barrows. Er erläutert seine umfangreichen Planungen für das Begräbnis des Toten und verfällt dabei in eine Art Besessenheit. Als ihn seine Kameraden darauf aufmerksam machen, dass seine Pläne auch im Hinblick auf die Todesumstände etwas abgehoben erscheinen, macht er ihnen klar, dass es sich um Mord gehandelt habe. Er sei der Mörder, sie die Komplizen gewesen. Barrow habe ein solches Begräbnis verdient. Den Klang von Trommeln und Dudelsäcken im Kopf fährt er mit seinen Planungen fort, während die Offiziere still den Raum verlassen. Schließlich führt die seelische Last seiner Verantwortung zu einem Nervenzusammenbruch. Captain Cairns und Major Scott geleiten ihn hinaus und er wird nach Hause gefahren.

## Hintergrund
Einst ein Held war der vierte und letzte Film, den Alec Guinness zusammen mit Kay Walsh, der Ehefrau von Regisseur David Lean, drehte. Susannah York gab mit dem Film ihr Leinwanddebüt.
Die Kulisse für den Film bildete Stirling Castle. Für das Szenenbild war der Oscar-prämierte Wilfred Shingleton verantwortlich. Das Tonstudio leitete John Cox, der 1963 einen Oscar für seine Arbeit an Lawrence von Arabien gewann.

## Kritiken
„Bei manchen Brüchen in der vielschichtigen Handlung doch ein Film mit überragenden schauspielerischen Leistungen, insbesondere in den Hauptrollen“, befand der film-dienst. Auch Prisma lobte die Darsteller: „Alec Guinness und John Mills liefern in Ronald Neames Militärdrama vortreffliche Porträts ab.“

## Auszeichnungen
Bei der Oscarverleihung 1961 war Einst ein Held in der Kategorie Bestes adaptiertes Drehbuch (James Kennaway) für den Oscar nominiert. Nominiert war der Film 1961 außerdem für den British Academy Film Award in den Kategorien Bester Film, Bester britischer Film, Bester britischer Darsteller (John Mills und Alec Guinness) und Bestes britisches Drehbuch (James Kennaway).
Bei den Internationalen Filmfestspielen von Venedig wurde John Mills 1960 als bester Darsteller mit der Coppa Volpi ausgezeichnet. Ronald Neames Film lief zudem im Wettbewerb um den Goldenen Löwen.

## Synchronisation
| Rolle                 | Darsteller         | Synchronsprecher       |
| --------------------- | ------------------ | ---------------------- |
| Major Jock Sinclair   | Alec Guinness      | Arnold Marquis         |
| Lt. Col. Basil Barrow | John Mills         | Friedrich Schoenfelder |
| Major Charles Scott   | Dennis Price       | Friedrich Joloff       |
| Mary Titterington     | Kay Walsh          | Tilly Lauenstein       |
| Morag Sinclair        | Susannah York      | Sabine Eggerth         |
| Captain Jimmy Cairns  | Gordon Jackson     | Horst Niendorf         |
| Pipe Major MacLean    | Duncan Macrae      | Hugo Schrader          |
| R.S.M. Riddick        | Percy Herbert      | Benno Hoffmann         |
| Captain Eric Simpson  | Allan Cuthbertson  | Gerd Martienzen        |
| Major „Dusty“ Miller  | Paul Whitsun-Jones | Alexander Welbat       |
| Captain Alec Rattray  | Richard Leech      | Heinz Petruo           |